# Monte de Dentro
Monte de Dentro ist ein Berg auf São Tomé und Príncipe. 

## Geographie
Der Monte de Dentro ist ein Gipfel der zentralen Bergkette auf São Tomé und liegt im Zentrum der Insel. Im Umfeld liegt der Ort Trás os Montes. Der Berg ist bewaldet und an seinen Hängen entspringen Quellbäche des Rio Bomba. Im Osten schließt sich der Catraio an und im Umfeld befinden sich die weiteren Gipfel Pico Formoso Pequeno, Pico Ana de Chaves, Calvário und etwas weiter entfernt, nördlich Provaz und São Pedro.